# Death Stranding
Death Stranding est un jeu vidéo développé par Kojima Productions et édité par Sony Interactive Entertainment, sorti le 8 novembre 2019 sur PlayStation 4 et le 14 juillet 2020 sur Windows. Une version director's cut avec des fonctionnalités et une courte intrigue supplémentaires sort également le 24 septembre 2021 sur PlayStation 5, le 30 mars 2022 sur Windows puis le 7 novembre 2024 sur Xbox Series et Amazon Luna.
La distribution pour la capture de mouvement des personnages implique plusieurs acteurs de cinéma notoires, avec Norman Reedus, Léa Seydoux, et Mads Mikkelsen pour les rôles principaux, ainsi que Margaret Qualley, Lindsay Wagner et les cinéastes Guillermo del Toro et Nicolas Winding Refn.
Le jeu est considéré comme un bon succès critique et commercial, avec plusieurs nominations dans des cérémonies de récompenses et un total de dix millions d'unités vendues trois ans après sa sortie. En décembre 2022, le développement d'un second opus et d'un film dans l'univers du jeu sont officialisés coup sur coup.

## Trame

### Univers
Dans un futur proche, le monde a été détruit par le Death Stranding, un événement surnaturel qui a brisé la barrière entre le monde des vivants et celui des morts. Depuis, les Échoués, les âmes des morts, rôdent dans le monde, sous une pluie battante qui fait vieillir toute vie, et tout humain vivant étant attrapé par eux meurt, provoquant une Néantisation, une onde de choc qui détruit tout alentour. Les survivants se sont réfugiés dans des bunkers souterrains dans des grandes Villes-relais, mais d'autres, les preppers, préfèrent vivre dans des refuges à l'écart et seuls. Seuls quelques humains, les Rapatriés, peuvent survivre à une Néantisation, ressentant l'événement comme une expérience de mort imminente. D'autres ont développé le DOOMS, une condition qui leur permet d'entrer en contact avec les Échoués mais aussi de développer des pouvoirs comme la téléportation qu'ils tirent de la Grève, un lieu entre la vie et la mort modelé selon la personne qui le parcourt.
Sur le territoire des anciens États-Unis d'Amérique, la société Bridges tente de construire les UCA (United Cities of America), un réseau entre les villes-relais par la livraison de matériel, de fournitures et de souvenirs du monde passé. Pour voir les Échoués et parcourir les longues distances à l'extérieur, une technologie basée sur un lien avec les BBs, des fœtus prématurés donc entre la vie et la non-vie, a été développée.

### Synopsis

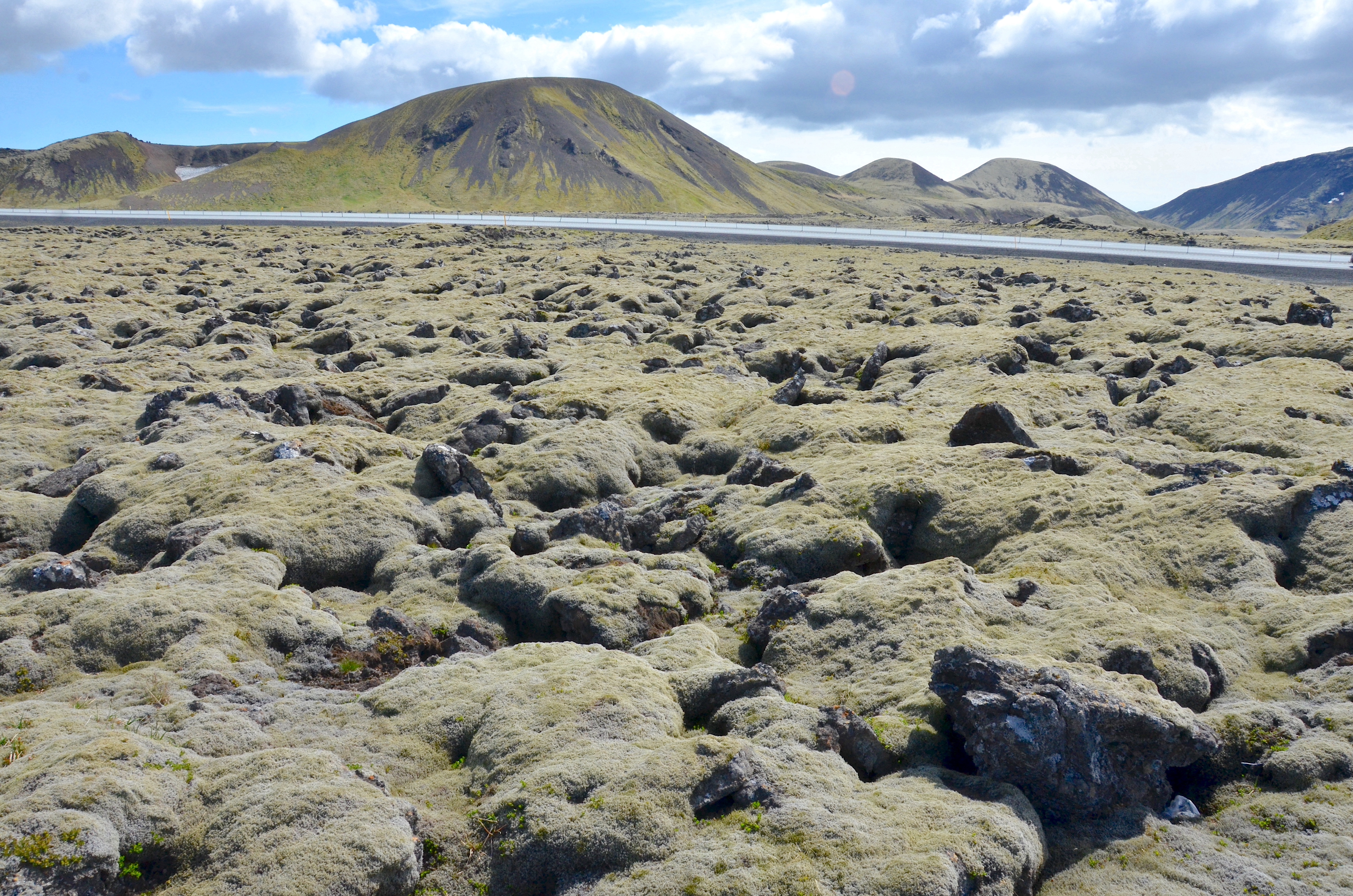
Les environnements du jeu sont très similaires à certains paysages d'Islande.

Sam Porter Bridges, un agent libre de Bridges, transporte du matériel quand il est surpris par la pluie et échappe aux Échoués grâce à Fragile, dirigeante d'une autre société de livraison. En arrivant à la Ville-Relais centrale, il est aussitôt chargé du transport du corps d'un homme qui s'est suicidé vers un incinérateur, mais il finit surpris par les Échoués et ne peut empêcher la Néantisation qui détruit la Ville-relais centrale. Sam reprend conscience dans la Capitale-relais, où il apprend du médecin Deadman que sa mère adoptive, la Présidente Bridget Strand, est mourante. Dans un dernier soupir, elle lui demande de revenir dans Bridges et l'aider à reconstruire l'Amérique. Die-Hardman, le directeur de Bridges, le charge d'amener le corps à un incinérateur avant de développer l'idée de la Présidente. Sam est surpris en chemin par des Échoués et ne doit sa survie qu'au lien fort qu'il développe avec le BB-28, considéré comme défectueux.
De retour à la Capitale-relais, Sam apprend que sa sœur, Amélie Strand, a entrepris durant les trois années précédentes de mener une expédition vers la côte Ouest, rencontrant les grandes Villes-relais et les réfugiés isolés, pour préparer le déploiement du Réseau chiral, un vaste système de communication qui permettra de partager les informations à distance, mais en arrivant à l'ouest, elle a été capturée par des terroristes anti-UCA avant d'atteindre la Ville-relais Frontière. Sam va devoir prendre le relais et terminer le déploiement du Réseau chiral en connectant les terminaux par un Q-pidon, puis venir la sauver pour qu'elle prenne la succession de sa mère comme Présidente des UCA. Sam finit par revenir sur sa décision et rejoint à nouveau Bridges, uniquement pour sauver sa sœur.
Au cours de son périple, Sam est confronté à Higgs, un Rapatrié capable d'appeler les Échoués mais aussi des bêtes du monde des morts, meneur des terroristes anti-UCA, les Homo demens. Pendant le chemin, le lien entre Sam et le BB-28 s'intensifie, révélant les premiers souvenirs du BB pendant sa gestation dans un utérus artificiel où il voyait un homme s'occuper de lui, et Sam se retrouvera envoyé dans la Grève de cet homme où il recrée des champs de bataille célèbres.

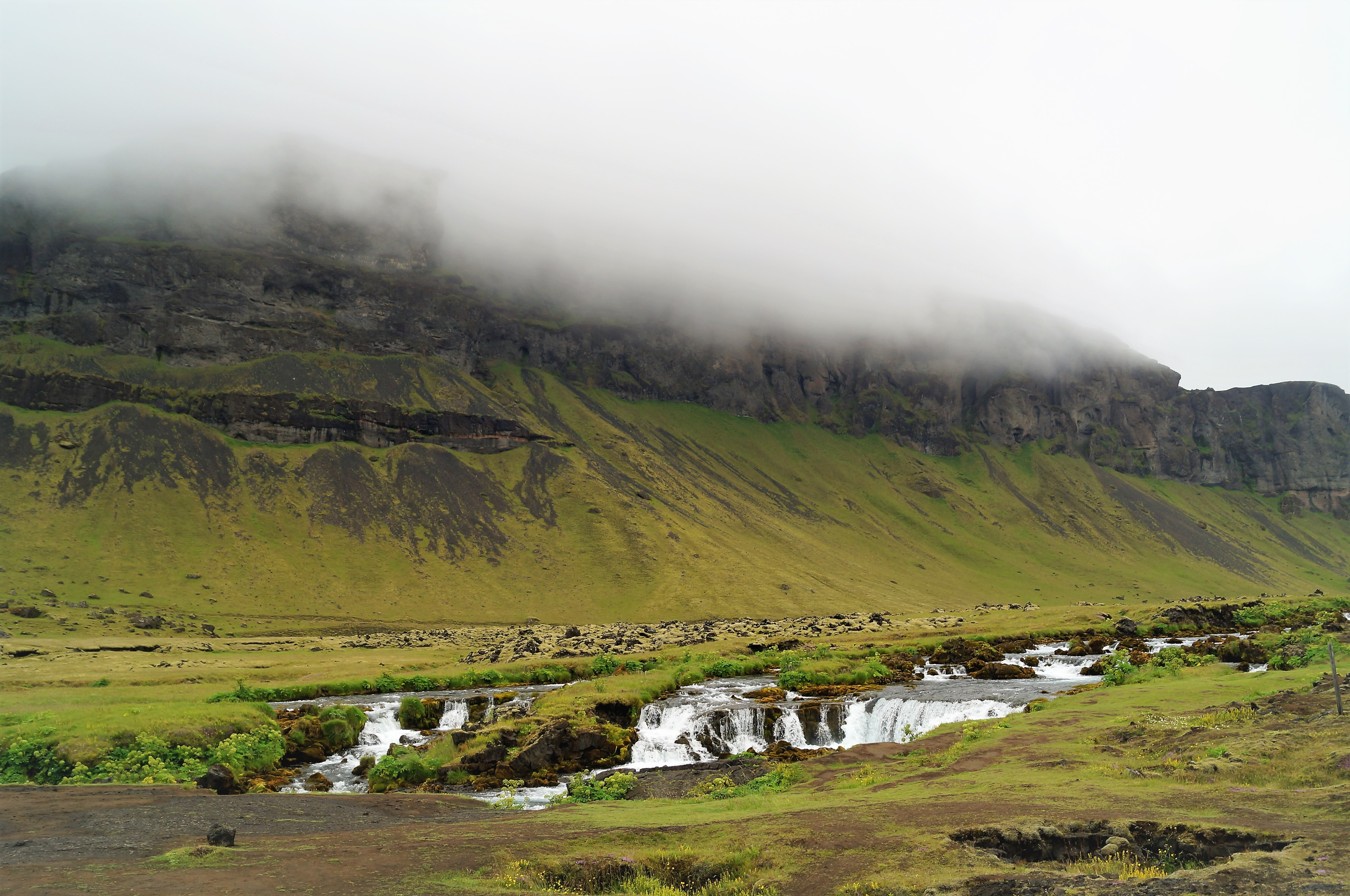
Les environnements du jeu sont très similaires à certains paysages d'Islande.

Sam parvient finalement à atteindre la Ville-relais Frontière et finaliser le réseau chiral. Higgs apparaît peu après et le terroriste amène leur affrontement sur la Grève d'Amélie, que Sam rejoint grâce au pouvoir de Fragile. Vaincu, il révèle qu'Amelie est celle qui a commandité l'attentat nucléaire de la Ville-relais du milieu et qu'elle est un Agent d'Extinction, un être capable de déclencher un Death Stranding et provoquer des extinctions de masse, mais Higgs envisage d'aller plus loin et de lancer le dernier Death Stranding qui tuera toute vie. Sam laisse Higgs à Fragile pendant qu'il essaie de rejoindre Amélie. Il surprend Bridget, Die-Hardman et Clifford Unger (le soldat) sur la Grève, avant d'être éjecté par Amélie. Deadman retrouve un dernier message de Die-Hardman qu'il montre à Sam, révélant que le directeur de Bridges soupçonnait Amélie d'être un Agent d'Extinction. Sam retourne sur la Grève d'Amélie, qui commence à lui révéler la vérité : Bridget est devenue un Agent d'Extinction et en prenant le contrôle de sa Grève, son corps s'est scindé en deux êtres, Bridget pouvant aller dans le monde des vivants et Amélie sur la Grève, et elle a essayé de trouver le moyen d'arrêter le cycle des extinctions en créant les Homo demens pour lancer l'ultime Death Stranding. Elle laisse le choix à Sam de la laisser faire ou d'accepter qu'elle coupe les liens entre sa Grève et le monde des vivants. Sam la pousse à sauver le monde.
Sam quitte la Grève grâce à Deadman et le lien entre Mama et Lockne. Die-Hardman devient le Président des UCA, avec le soutien de Bridges et Fragile Express. Deadman révèle à Sam que son BB, qu'il surnommait Lou, est mort et doit l'incinérer. En route, il se connecte de nouveau au BB et finit par explorer les souvenirs jusqu'au bout, voyant ainsi que les souvenirs avec Cliff qu'il prenait pour ceux du BB étaient les siens ; Sam est le fils de Cliff et a été le premier sujet de test des BB avant d'être touché par une balle lors de la tentative d'évasion de Cliff, avant d'être ramené à la vie par Amélie, créant ainsi le premier Rapatrié mais ouvrant la porte aux Échoués. De retour dans le monde des vivants, Bridget l'a recueilli et adopté. Sam renonce alors à laisser incinérer Lou et le ranime, sous le regard de bébés Échoués. Plus tard, Sam appelle le BB « Louise ».

### Personnages
- Norman Reedus (VF : Emmanuel Karsen) : Samuel "Sam" Porter Bridges
- Mads Mikkelsen (VF : Yann Guillemot) : Clifford "Cliff" Unger
- Léa Seydoux (VF : Elsa Davoine) : Fragile
- Margaret Qualley (VF : Kelly Marot) : Målingen « Mama » / Lockne
- Guillermo del Toro : Deadman (scan)
- Jesse Corti (VF : Paul Borne) : Deadman (voix)
- Nicolas Winding Refn : Heartman (scan)
- Darren Jacobs (VF : Patrick Mancini) : Heartman (voix)
- Tommie Earl Jenkins (en) (VF : Frantz Confiac) : Die-Hardman
- Troy Baker (VF : David Krüger) : Higgs
- Lindsay Wagner (VF : Céline Monsarrat) : Amelie (scan) / Bridget Strand (voix / scan)
- Emily O'Brien (VF : Céline Mauge) : Amelie (voix et capture de mouvement)

## Système de jeu

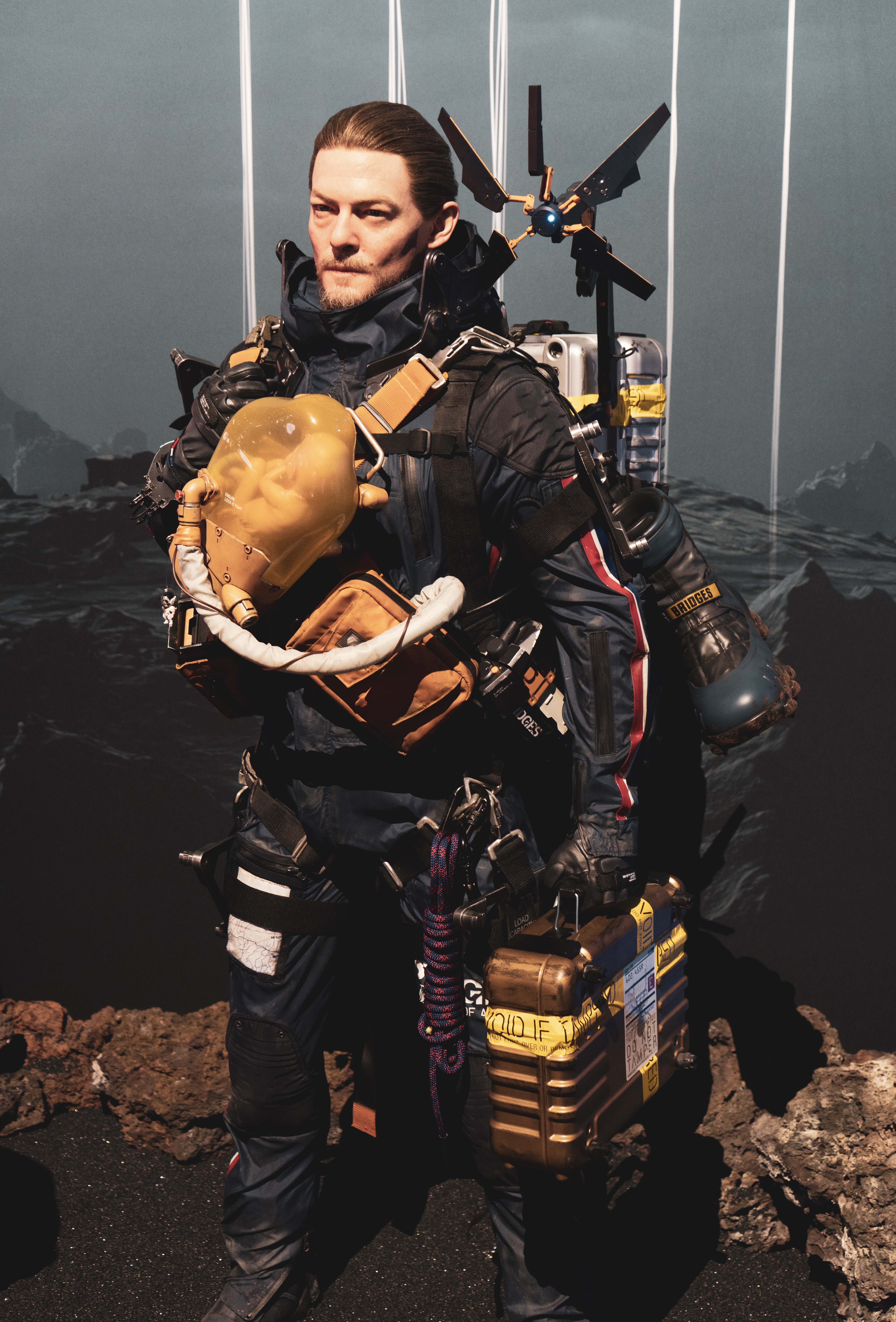
Un mannequin promotionnel de Sam exposé lors de l'Electronic Entertainment Expo 2018.

Le joueur contrôle Sam Porter Bridges et doit récupérer et transporter des colis pour les personnes réfugiées dans des bunkers répartis sur trois régions. En récompense, selon la rapidité du service, la quantité et l'état des biens livrés, il reçoit des "likes", des points qui lui permettent de débloquer des équipements (armes, chariots de transports, exosquelettes). Au bout de plusieurs livraisons, le responsable du bunker accepte de se connecter au réseau chiral, qui permet d'accéder aux installations mises en place par d'autres joueurs, comme des routes, des ponts, des tours de contrôle, des unités de stockage, des générateurs d'énergie, etc.
Sam Bridges peut rencontrer deux types d'ennemis. Les Échoués, dans des zones pluvieuses, sont inoffensifs tant que Sam reste discret. S'il est repéré, les Échoués tenteront de l'entraîner dans leur monde et seules des armes équipées de munitions faites à partir du sang de Sam peuvent les vaincre. Les Mules sont des humains qui s'en prendront à Sam pour lui voler ses colis et les stocker.
Là où dans certains jeux la mort marque la fin de la partie, elle est revendiquée ici comme étant au cœur de l'expérience dans Death Stranding. Sam est un "rapatrié", ce qui signifie  que lorsqu'il perd la vie, le joueur se voit propulsé dans une sorte d'au-delà qu'il peut explorer en vue à la première personne, avant de réintégrer son corps. « La mort ne vous sortira jamais du jeu. », explique Hideo Kojima. Ainsi, toutes les actions effectuées par le joueur avant qu'il perde la vie sont conservées par le jeu.

## Développement
Le développement de Death Stranding est particulièrement long pour l'équipe de Kojima Productions, composée d'une centaine d'employés. Plus de trois ans et demi s'écoulent entre les premières images du jeu montrées au public (développement déjà avancé) et le lancement du jeu. Par la suite, l'équipe initiale est renforcée par l'aide de plus de 70 employés provenant de Guerrilla Games. Le soutien apporté est d'une part, d'ordre technique (à savoir que le jeu est développé sur le moteur de Guerrilla intitulé Decima), avec par exemple la présence de Tommy De Roos et Frank Compagner, programmeurs en chef, d'Arjen Beij, programmeur en chef de l'IA et de Michiel van der Leeuw, directeur technique. D'autre part, la firme néerlandaise apporte un soutien artistique, avec la participation de Jan-Bart Van Beek, directeur artistique d'Horizon Zero Dawn, ainsi que le designer de quêtes James Kneuper. En outre, les studios Insomniac Games et Bend Studio ont également pris part au développement en tant que « partenaire ». Sans pouvoir l'affirmer, le site JeuxActu suppose que Sony Interactive Entertainment — l'éditeur du jeu — souhaitait que l'expérience des deux studios en matière de monde ouvert soit bénéfique à Death Stranding. 
Le 13 juin 2016, Hideo Kojima présente la toute première bande-annonce de Death Stranding à l'occasion de la conférence Sony de l'E3 2016. Elle met en scène l'acteur Norman Reedus qui avait déjà travaillé avec le Japonais sur le jeu annulé Silent Hills. Outre la présence de Yoji Shinkawa à la direction artistique, Kojima révèle avec cette vidéo la participation de Mark Cerny et Kyle Cooper au sein du projet. 
Lors du Tokyo Game Show 2016, Hideo Kojima annonce que Death Stranding sera un jeu en monde ouvert qui intégrera des fonctionnalités en ligne. Le titre, qui proposera une nouvelle forme de coopération entre les joueurs, sera aussi entièrement jouable en solo. Durant cet événement, le créateur de la saga Metal Gear déclare également que le jeu bénéficiera d'une compatibilité 4K  et HDR.
Le 1er décembre 2016, à l'occasion des Game Awards, Kojima Productions révèle une nouvelle bande-annonce mettant en scène Guillermo del Toro et Mads Mikkelsen. Deux posters sont également dévoilés, rappels de la passion d'Hideo Kojima pour le cinéma. Le 7 juin 2017, le studio dévoile sur Twitter une image cryptique comportant la mention Bridges (« les ponts » en français). Une troisième bande-annonce est diffusée lors de la cérémonie des Game Awards 2017. 
Le 27 mai 2019, un message sur Twitter présente un compte à rebours jusqu'au 29 mai 2019. La nature de ce qui sera révélé le 29 n'est pas clair lors de la publication du message, mais certains journalistes spéculent l'annonce de la date de sortie ou la sortie d'une nouvelle bande-annonce,. Lors du trailer diffusé sur Twitch, une date de sortie est annoncée pour le 8 novembre 2019.
Le 28 octobre 2019, Kojima Productions annonce la sortie du jeu sur PC en été 2020, cette version étant éditée par 505 Games.

### Équipe de développement
- Réalisateur/concepteur : Hideo Kojima
- Scénaristes : Hideo Kojima, Hitori Nojima, Shuyo Murata
- Producteurs : Hideo Kojima, Kenichiro Imaizumi, James Vance, Ken Mendoza
- Directeur artistique : Yoji Shinkawa
- Producteur technique : Mark Cerny
- Title designer : Kyle Cooper
- Compositeur et directeur audio : Ludvig Forssell

### Titre
Le titre du jeu fait référence à une chose venue d'ailleurs qui, d'après les mots d'Hideo Kojima, s'est échouée dans notre monde. Un parallèle est notamment fait avec le phénomène d'échouage des mammifères marins. Un des thèmes du jeu est le lien (au sens propre comme au sens figuré) que les humains vont perdre dans un futur proche. On comprend alors l'autre sens du titre. En psychologie, le terme strand, qui signifie « brin », est utilisé pour évoquer la sociabilité d'un individu à travers l'image d'un brin ou d'un fil se transformant en une corde plus épaisse.

### Analyse et conception

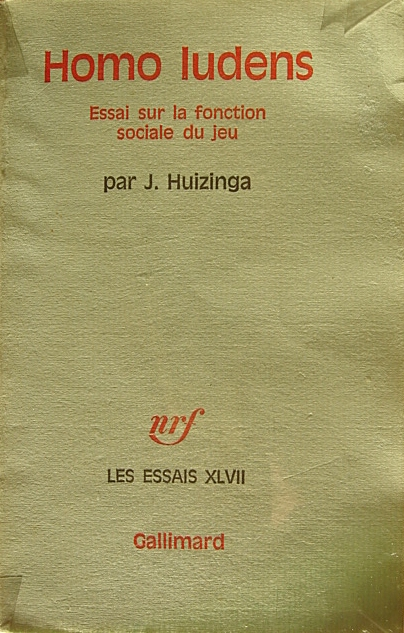
Le livre de Johan Huizinga, Homo ludens, essai sur la fonction sociale du jeu.

Grand lecteur des romans de l'auteur japonais Kōbō Abe, Hideo Kojima découvre, alors qu'il est au lycée, une de ses nouvelles intitulée Nawa (« Corde » en français). Cette dernière raconte que les hommes, à l'aube de l'humanité, ont commencé à concevoir et à utiliser deux nouveaux outils : « la corde » et le « bâton ». « La corde » servant à capturer et à attacher les choses importantes, « le bâton », quant à lui, aidant à se protéger des menaces. La plupart des jeux vidéo font affronter des joueurs, des ennemis, à l'aide « d'un bâton » (fusils, pistolets, couteaux, haches…). Dans Death Stranding, il y aura bien sûr « des bâtons » (armes conventionnelles) comme il y en a habituellement dans un jeu. « Cependant, comment allez-vous utiliser « la corde » pour connecter, pour lier les gens du monde entier ? Arriverez-vous à utiliser ces deux outils ? », écrit Kojima sur son compte Twitter. La nature de « ces cordes » reste, à l'heure actuelle, encore mystérieuse. Le jeu cherchera à faire réfléchir sur l'usage de ces outils dans les jeux vidéo. 
Le terme Homo ludens (l'homme qui joue) présent sur le site web du studio, et le choix de Kojima Productions de nommer sa mascotte « Ludens », semblent manifester cette volonté chez l'artiste de se questionner plus globalement sur le média « jeu vidéo ». En effet, Homo ludens est l'expression qu'utilise Johan Huizinga en 1938 dans son ouvrage, Homo ludens, essai sur la fonction sociale du jeu, dont la thèse est que le jeu est consubstantiel à la culture. L'historien néerlandais insiste à travers cette expression sur l'importance de l'acte de jouer pour l'homme.

### Acteurs
Norman Reedus et Mads Mikkelsen, qui ont été scannés intégralement, donneront vie à des personnages de Death Stranding grâce à la technique de la capture de mouvement. Quant à Guillermo del Toro, il prêtera uniquement son apparence pour le jeu. En effet, Hideo Kojima a confirmé qu'un autre acteur s'occupera de la voix et des mouvements de son personnage, en raison des différents projets cinématographiques du réalisateur mexicain. La faculté du développeur japonais à convaincre des acteurs de passer de l'industrie cinématographique à l'industrie vidéoludique peut s'expliquer, d'une part, à travers les liens qu'entretient le créateur de Metal Gear avec des réalisateurs. C'est notamment grâce à son amitié avec Nicolas Winding Refn (Pusher, Drive, The Neon Demon...) qu'Hideo Kojima a pu entrer en contact avec Mads Mikkelsen. De même, ami de longue date avec Guillermo Del Toro, Kojima s'était entretenu, il y a quelques années, avec le réalisateur de Hellboy et du Labyrinthe de Pan pour travailler avec Norman Reedus sur le jeu vidéo Silent Hills. Reedus ayant tourné sous la direction de Del Toro dans Mimic et Blade II. En février 2018, l'actrice Emily O'Brien révèle  sa présence dans le jeu aux côtés de Troy Baker. Lors de l'E3 2018, la présence de Léa Seydoux et de Lindsay Wagner au casting est également annoncée.
L'engagement des acteurs connaît cependant des contretemps. En faisant appel à des stars de cinéma telles que Mikkelsen, Seydoux et Reedus, Kojima s'expose à la grève des doubleurs de jeu vidéo de 2016-2017, qui retarde notamment d'un an la prise de contact de son studio avec Seydoux.

Casting du jeu
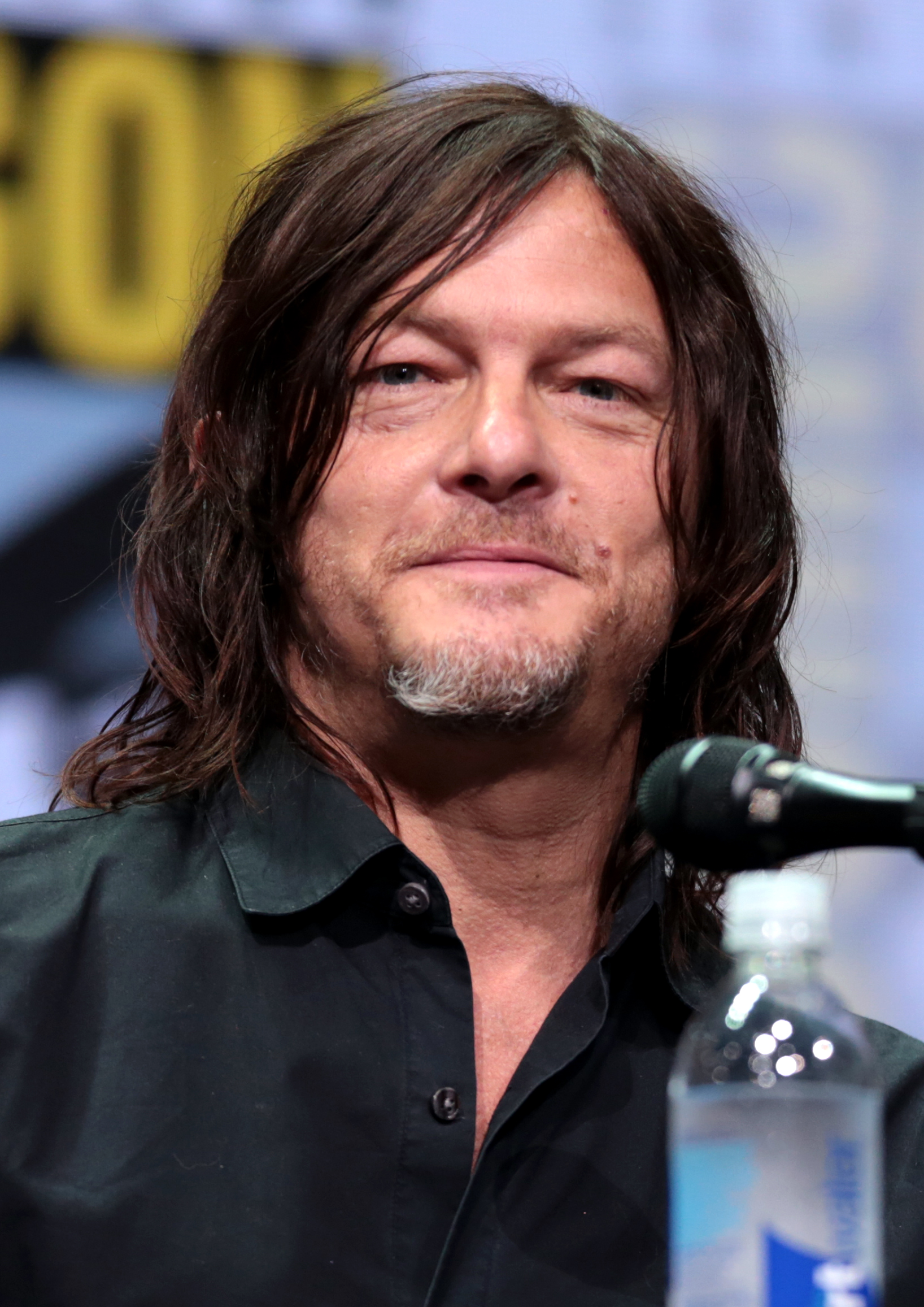
Norman Reedus
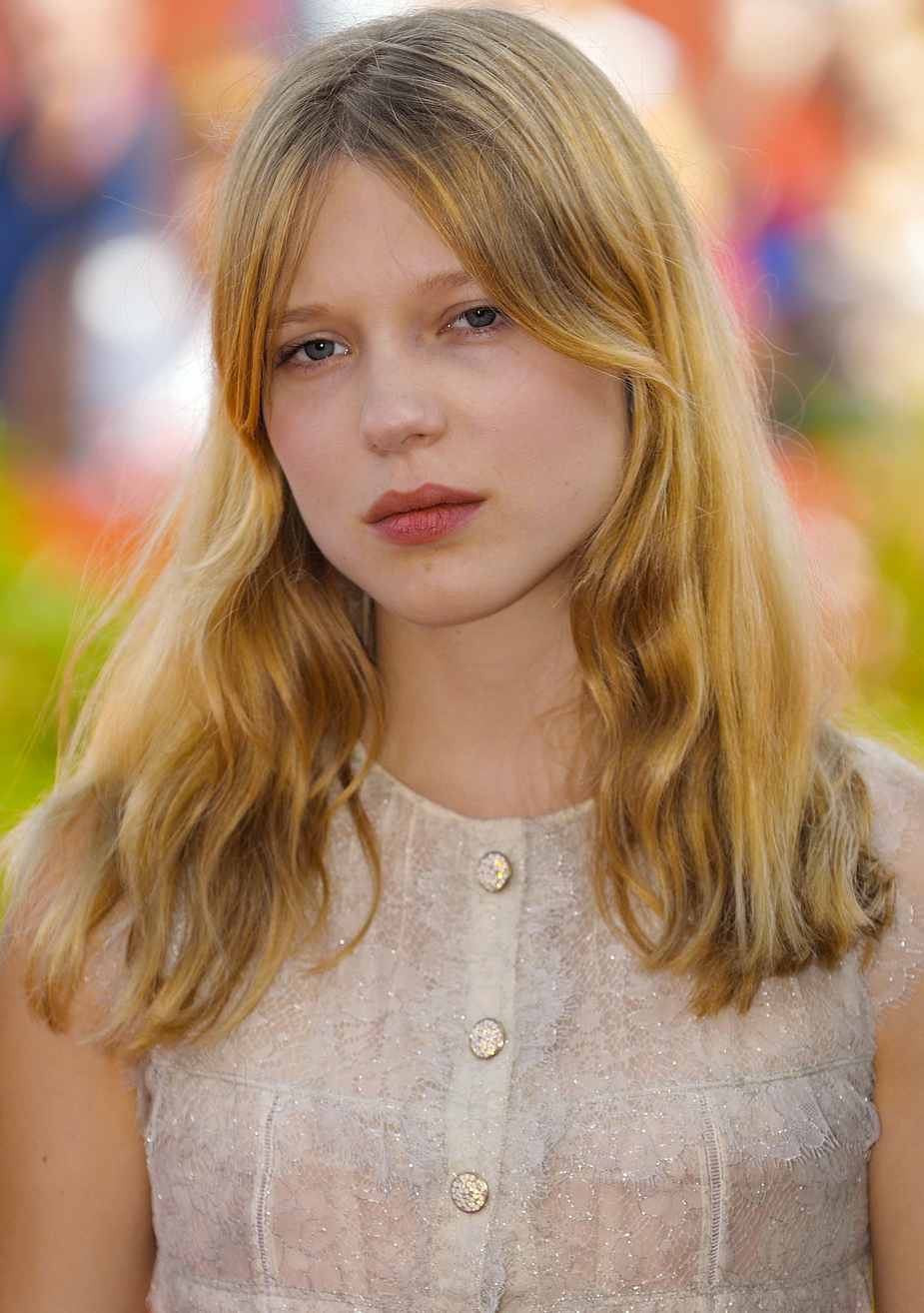
Léa Seydoux
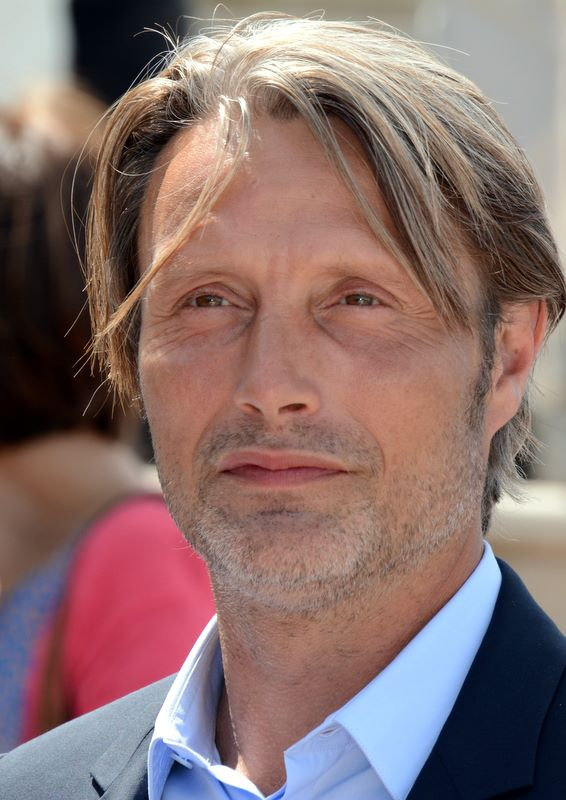
Mads Mikkelsen
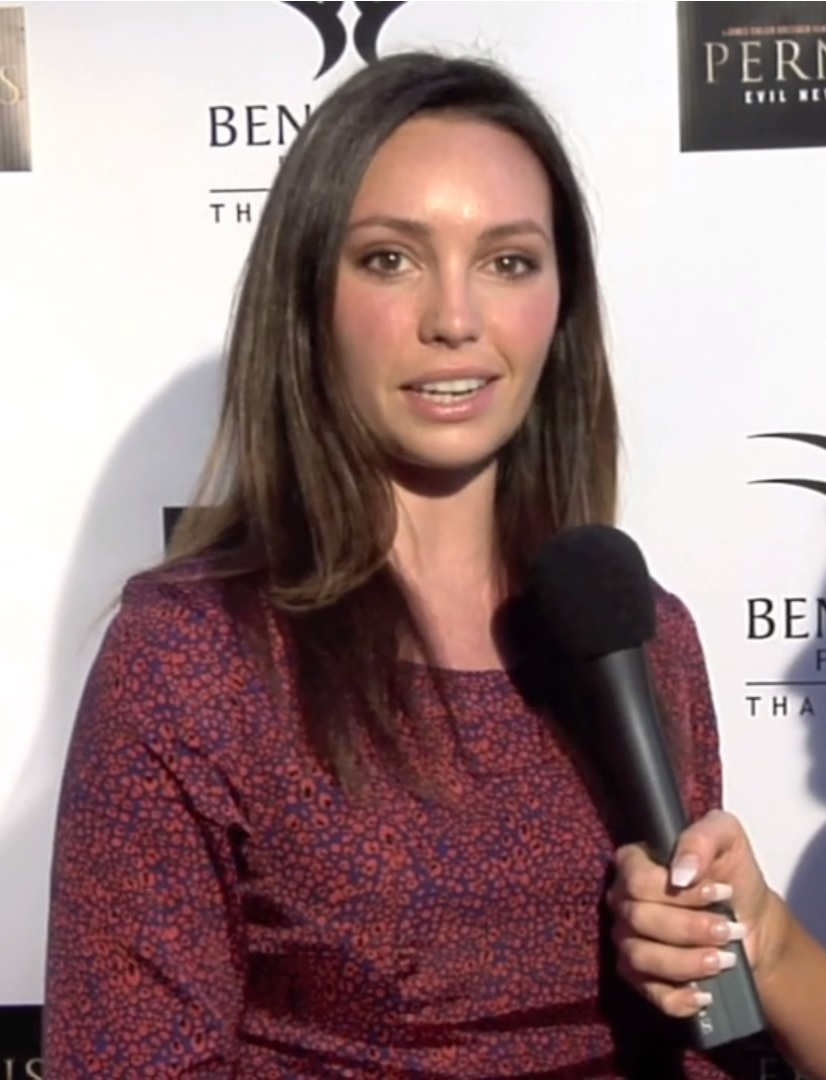
Emily O'Brien
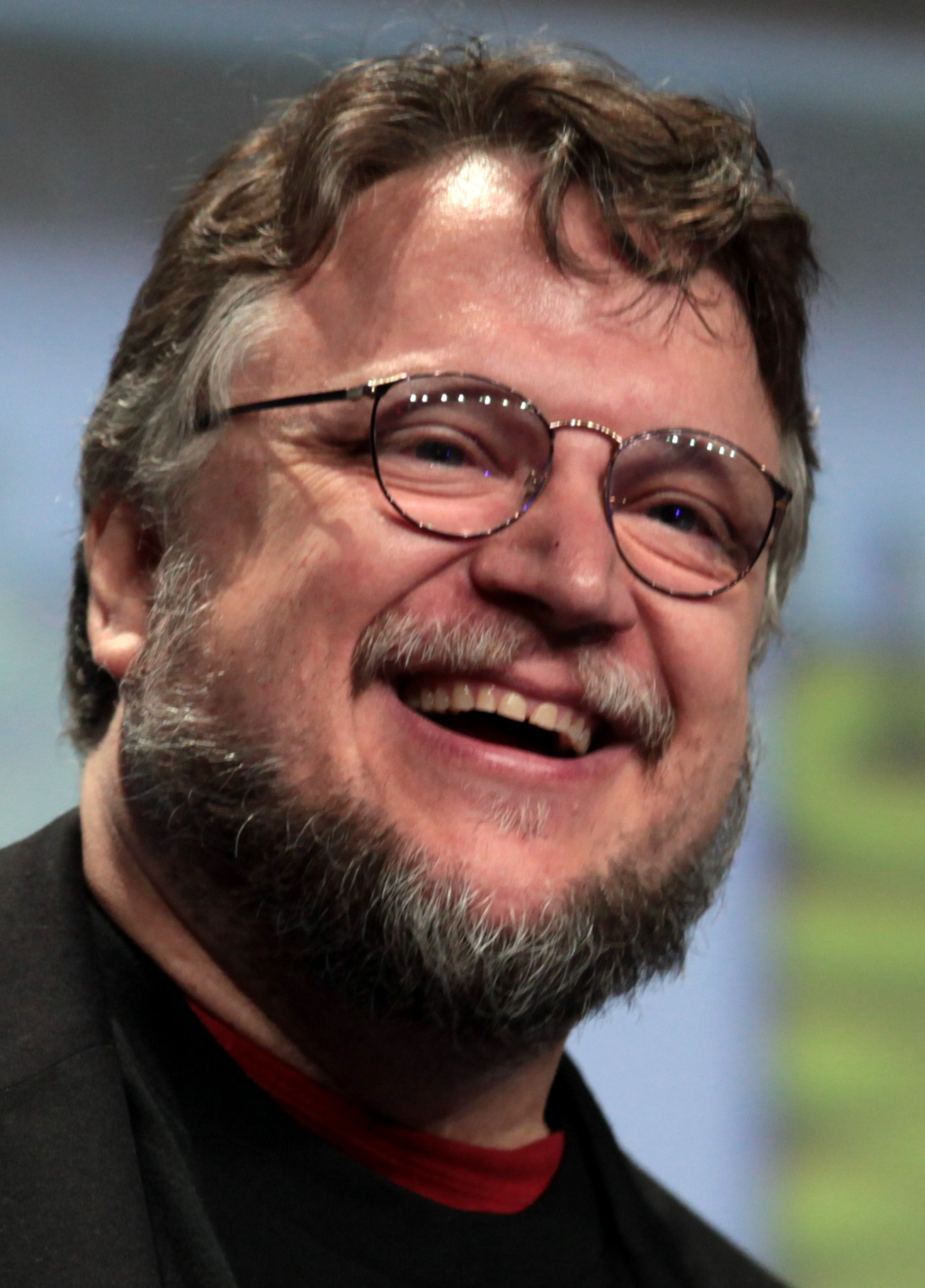
Guillermo Del Toro
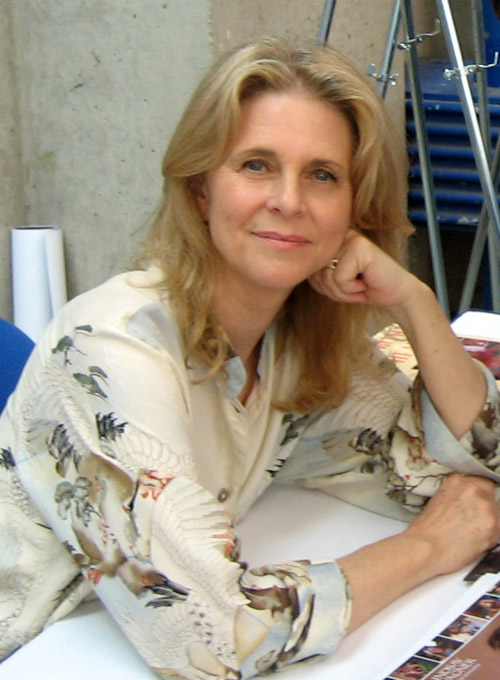
Lindsay Wagner
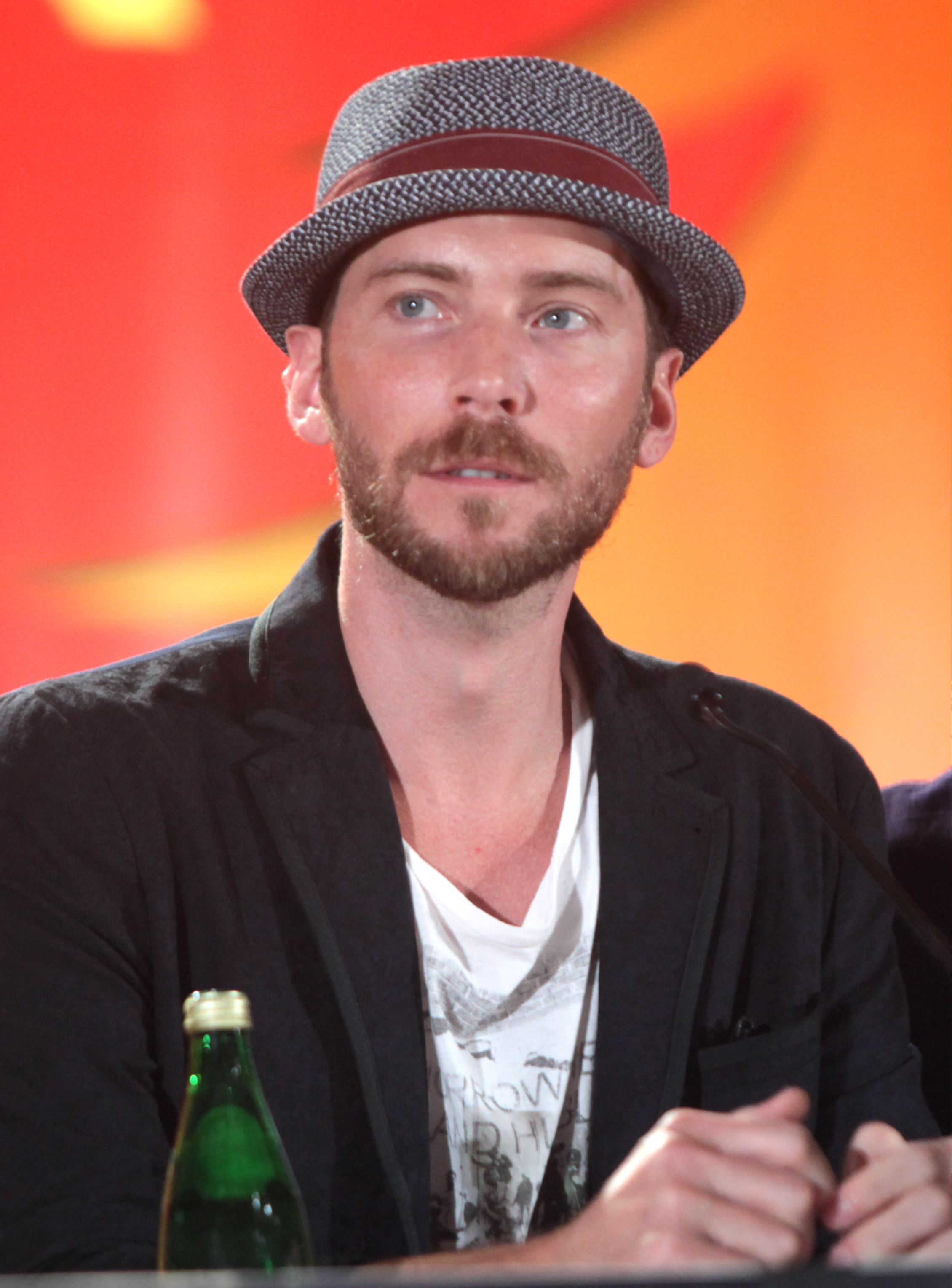
Troy Baker
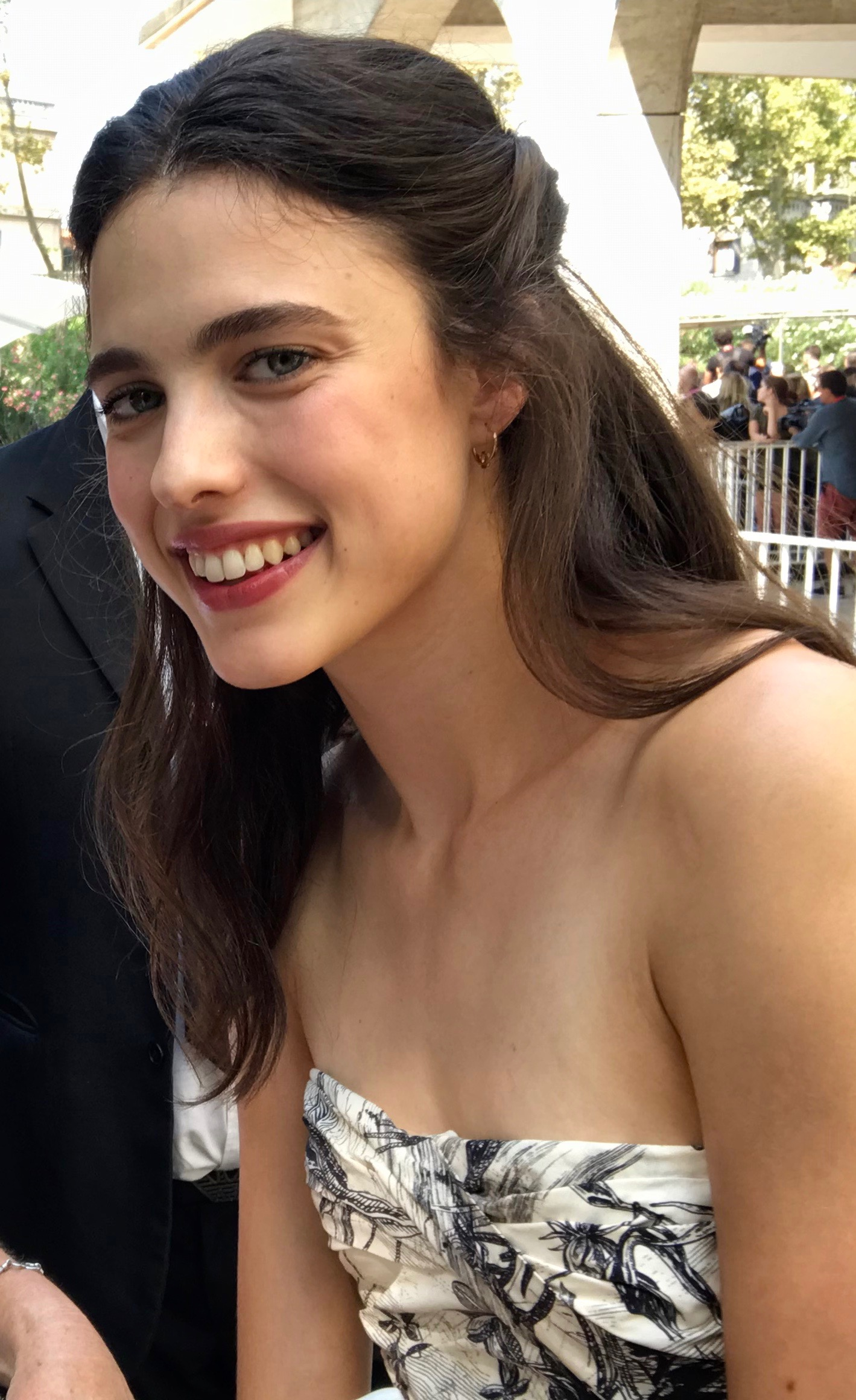
Margaret Qualley
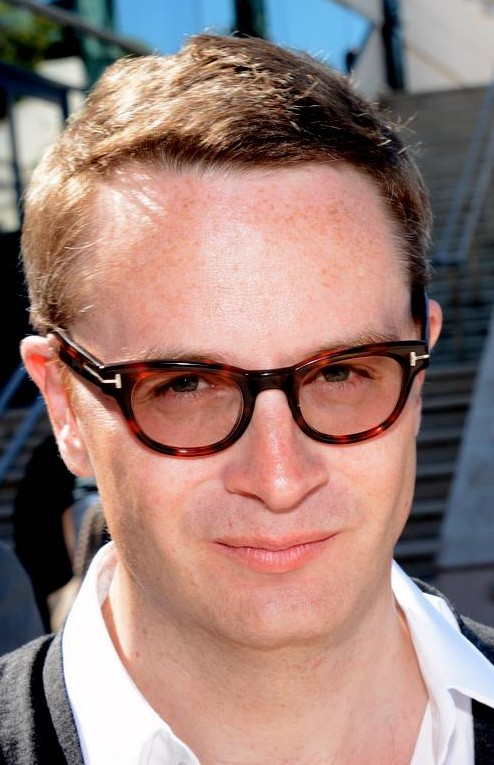
Nicolas Winding Refn

## Musique
La première bande-annonce utilise la chanson I'll Keep Coming du groupe islandais Low Roar. Hideo Kojima a découvert ce morceau lors d'un voyage en Islande. La musique de la deuxième bande-annonce, dévoilée lors des Game Awards, est composée par Ludvig Forssell. Le Suédois avait déjà signé la bande originale de Metal Gear Solid V: Ground Zeroes et Metal Gear Solid V: The Phantom Pain. Une version alternative de la bande-annonce est présentée lors de la PlayStation Experience avec la chanson Easy Way Out de Low Roar. En décembre 2016, Kojima Productions annonce la sortie d'un vinyle comprenant les musiques de Low Roar utilisées dans les bandes-annonces. Le premier octobre 2019, le groupe écossais CHVRCHES dévoile le morceau Death Stranding, qui sera présent dans la version finale du jeu, ainsi que dans l'album Timefall, tiré du jeu. Cet album contient les chansons suivantes :
1. “Trigger” Major Lazer x Khalid
2. “Ghost” Au/Ra x Alan Walker
3. “Death Stranding” CHVRCHES
4. “YELLOW BOX” The Neighbourhood
5. “Meanwhile…In Genova” The S.L.P.
6. “Ludens” Bring Me the Horizon
7. “Born in The Slumber” Flora Cash
8. “Sing to Me” MISSIO

## Réception

### Accueil critique
Le jeu reçoit un accueil critique généralement favorable, les versions PlayStation 4 et PC recevant respectivement la note de 82/100 et 87/100 sur l’agrégateur de notes Metacritic,.
La présence de la boisson Monster Energy génère de nombreuses critiques de la part de la presse, notamment le magazine Forbes.

### Ventes
En mars 2021, près d'un an et demi après sa sortie, un rapport de ventes indique que le jeu s'est écoulé à près de cinq millions d'unités.
Ce chiffre est porté à dix millions en novembre 2022, en tenant compte notamment des joueurs qui ont obtenu le jeu par le biais d'un abonnement aux services PlayStation Plus et PC Game Pass. 
Les développeurs annoncent que le jeu a touché dix-neuf millions de joueurs en novembre 2024, puis qu'il dépasse le cap des vingt millions d'utilisateurs en mars 2025,,.

### Distinctions
Death Stranding est nommé dans 8 catégories aux Game Awards de 2019 et au Interactive Achievement Awards (DICE Awards) de 2020, mais ne remporte que 3 Game Awards 2019 et 2 DICE Awards 2020. Il aura également une petite nomination NME Awards de 2020 pour le jeu de l'année, qu'il ne gagnera cependant pas non plus. Le jeu est nommé dans 10 catégories au BAFTA Game de 2020, mais ne remporte que le prix de la meilleure réussite technique,.

#### Récompenses

##### Game Awards
- The Game Awards 2019 : Meilleur jeu d'acteur (décernée à Mads Mikkelsen pour son interprétation de Clifford "Cliff" Unger)
- The Game Awards 2019 : Meilleure bande-son
- The Game Awards 2019 : Meilleure direction pour un jeu vidéo

##### DICE Awards
- DICE Awards 2020 : Réalisation technique exceptionnelle
- DICE Awards 2020 : Réalisation exceptionnelle en conception audio

##### BAFTA Game
- BAFTA Game 2020 : Meilleure réussite technique

#### Nominations

##### Game Awards
- The Game Awards 2019 : Jeu de l'année (nommé)
- The Game Awards 2019 : Meilleure narration (nommé)
- The Game Awards 2019 : Meilleur direction artistique (nommé)
- The Game Awards 2019 : Meilleur design sonore (gagnant)
- The Game Awards 2019 : Meilleur jeu d'aventure/action (nommé)

##### NME Awards
- NME Awards 2020 : Jeu de l'année

##### DICE Awards
- DICE Awards 2020 :

- DICE Awards 2020 : Réalisation exceptionnelle des personnages
- DICE Awards 2020 : Réalisation exceptionnelle en animation

##### BAFTA Games Awards
- BAFTA Game 2020 : Meilleure animation
- BAFTA Game 2020 : Meilleur audio
- BAFTA Game 2020 : Meilleur premier jeu (Kojima Production)
- BAFTA Game 2020 : Meilleur jeu « au-delà du divertissement »
- BAFTA Game 2020 : Meilleure bande originale
- BAFTA Game 2020 : Meilleure licence
- BAFTA Game 2020 : Meilleur rôle principale (Norman Reedus)
- BAFTA Game 2020 : Meilleur rôle secondaire (Léa Seydoux et Troy Baker)
- BAFTA Game 2020 : Meilleure direction artistique

## Postérité

### Version «Director's Cut»
Une version director's cut avec des fonctionnalités et une courte intrigue supplémentaires est commercialisée le 24 septembre 2021 sur PlayStation 5, puis est portée le 30 mars 2022 sur Windows et le 7 novembre 2024 sur Xbox Series X/S.

### Death Stranding 2

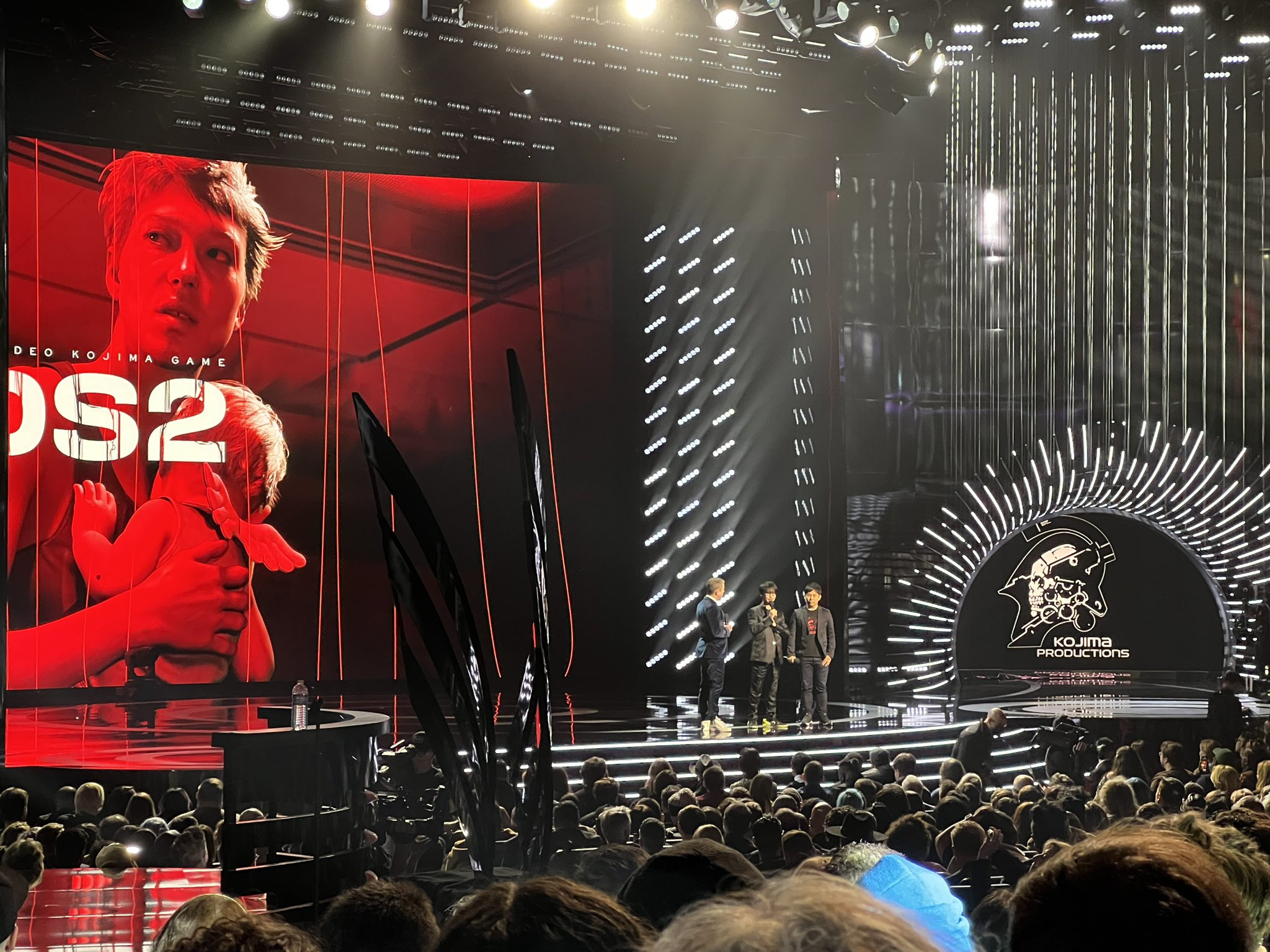
L'officialisation du développement de Death Stranding 2 est faite par Hideo Kojima sur la scène des Game Awards 2022, par le biais d'une bande-annonce montrant le personnage de Léa Seydoux.

En mai 2022, près de trois ans après la sortie du jeu, l'acteur Norman Reedus laisse échapper dans un entretien qu'une suite à Death Stranding serait en développement à un stade préparatoire. En septembre 2022, des fuites non vérifiées révèlent quant à elles qu'un deuxième opus aurait été en développement en 2020, en vue d'être proposé de manière exclusive sur la plateforme Google Stadia, mais que Google aurait finalement renoncé à ce partenariat et mis fin au développement de crainte qu'un titre non-multijoueur ne réalise pas de ventes suffisantes.
Le développement de cette suite, au titre temporaire de « Death Stranding 2 », est officialisé lors de la cérémonie annuelle des Game Awards en décembre 2022. Les acteurs Norman Reedus, Léa Seydoux et Troy Baker y reprennent leurs rôles de l'opus précédent, et Elle Fanning et Shioli Kutsuna les y rejoignent pour interpréter de nouveaux personnages.

### Un film dans l'univers du jeu
En décembre 2022, la mise en chantier d'un film situé dans l'univers de Death Stranding est annoncée dans la presse spécialisée.